# Chilabothrus chrysogaster
Chilabothrus chrysogaster är en ormart som beskrevs av Cope 1871. Chilabothrus chrysogaster ingår i släktet Chilabothrus och familjen boaormar.
Arten förekommer på Bahamas samt på Turks- och Caicosöarna.

## Underarter
Arten delas in i följande underarter:
- C. c. chrysogaster
- C. c. relicquus
- C. c. schwartzi